# Monotoca glauca
Monotoca glauca är en ljungväxtart som först beskrevs av Jacques-Julien Houtou de La Billardière, och fick sitt nu gällande namn av George Claridge Druce. Monotoca glauca ingår i släktet Monotoca och familjen ljungväxter. Inga underarter finns listade i Catalogue of Life.